# Mieluskylä
Mieluskylä är en ort och före detta tätort i Haapavesi stad (kommun) i landskapet Norra Österbotten i Finland. Före 2010 utgjorde Mieluskylä en egen tätort.

## Befolkningsutveckling
| Befolkningsutvecklingen i Mieluskylä 1960–2005 | Befolkningsutvecklingen i Mieluskylä 1960–2005 | Befolkningsutvecklingen i Mieluskylä 1960–2005 | Befolkningsutvecklingen i Mieluskylä 1960–2005 | Befolkningsutvecklingen i Mieluskylä 1960–2005 |
| ---------------------------------------------- | ---------------------------------------------- | ---------------------------------------------- | ---------------------------------------------- | ---------------------------------------------- |
|                                                |                                                |                                                |                                                |                                                |
| År                                             |                                                |                                                | Folkmängd                                      | Landareal (km²)                                |
| 1960                                           | 1960                                           |                                                | 615                                            | 4,95                                           |
| 1970                                           | 1970                                           |                                                | 475                                            | 4,95                                           |
| 1980                                           | 1980                                           |                                                | 316                                            | 4,9                                            |
| 1985                                           | 1985                                           |                                                | 362                                            |                                                |
| 1990                                           | 1990                                           |                                                | 301                                            | 4,0                                            |
| 1995                                           | 1995                                           |                                                | 323                                            | 3,9                                            |
| 2000                                           | 2000                                           |                                                | 314                                            | 2,8                                            |
| 2005                                           | 2005                                           |                                                | 331                                            | 3,0                                            |
| Anm.: Ej tätort 2010.                          |                                                |                                                |                                                |                                                |